# Walther von Uckermann
Lothar Erwin Immo Walther, auch Walter, Freiherr von Uckermann, eigentlich Uckermann-Bendeleben (* 3. März 1904 in Zerbst/Anhalt; † im April 1945 in Horno) war ein deutscher Oberst der Wehrmacht. Nach dem Attentat vom 20. Juli 1944 wurde er aus der Wehrmacht entlassen und kam mit einem Mannschaftsdienstgrad als Grenadier zur SS.

## Leben

### Herkunft
Walther von Uckermann war ein Angehöriger der Freiherren von Uckermann-Bendeleben. Er war der älteste Sohn des späteren Oberst Arthur von Uckermann-Bendeleben (1860–1926) und Gertrud, geb. Freiin Treusch von Buttlar-Brandenfels (1873–1953), Tochter des kgl. preuß. Majors, Postdirektor a. D. und Mitinhaber von Markershausen und der Luise von Poseck.

### Werdegang
Walther von Uckermann wurde im August 1939 mobilisiert und diente als Dritter Generalstabsoffizier (Ic) beim XIII. Armeekorps. Ab 1941 war er bis 1942 Erster Generalstabsoffizier (Ia) des XII. Armeekorps. Am 1. Januar 1943 wurde er zum Oberst befördert und war dann ab Mai 1943 Ia der 291. Infanterie-Division. In dieser Position blieb er bis 10. Dezember 1943 und wurde dann Ia der 4. Luftwaffen-Felddivision sowie Verbindungsoffizier bei den rumänischen Streitkräften.
Aufgrund einer Führerrede vom 27. Januar 1944 richtete von Uckermann einen Brief an Hitler, welcher eine Kritik an verschiedenen Maßnahmen der Obersten Führung enthielt. Der Brief wurde am 3. Februar 1944 durch Hitlers Chefadjutanten der Wehrmacht, Rudolf Schmundt, zur Stellungnahme an den Chef des Generalstabes des Heeres, Generaloberst Kurt Zeitzler, weitergeleitet. Im Zuge des Attentats auf Hitler wurde am 29. Juli 1944 festgestellt, dass Zeitzler keine Konsequenzen wegen Uckermanns ungebührlicher Kritik gezogen hatte, dieser war lediglich zum Stubenarrest verdonnert worden. Anschließend wurde eine Stellungnahme des neuen Chefs des Generalstabes des Heeres, Generaloberst Heinz Guderian, angefordert, um zu klären, ob eine Entlassung von Uckermanns aus Ungeeignetheit oder wegen Unwürdigkeit infrage kommen würde. Es existiert auch der Hinweis, dass von Uckermann nach dem 20. Juli 1944 durch die Gestapo verhaftet wurde und auf seine Hinrichtung wartete. Am 17. Oktober 1944 entschied Heinrich Himmler die Versetzung in die SS-Sondereinheit Dirlewanger. Von Uckermann hatte wohl in einem Brief um eine Aufnahme in die SS in den niedrigsten Mannschaftsdienstgrad gebeten. Als SS-Grenadier war er, entgegen dem eigentlich erforderlichen Dienstgrad, Adjutant des SS-Sturmregiments 2.
Zwischen dem 19. und 24. April 1945 kam von Uckermann in Horno bei Guben ums Leben.

### Familie
Am 25. August 1934 heiratete er in Essen Elisabeth Freiin von der Heyden-Rynsch (1907–1963), Tochter des Offiziers Heinrich Freiherr von der Heyden-Rynsch und der Margarete von Sydow. Das Ehepaar hatte zwei Söhne. Eckart von Uckermann ist sein Neffe.

## Genealogie
- Hans Friedrich von Ehrenkrook, Carola von Ehrenkrook, Friedrich Wilhelm Euler, Jürgen von Flotow, Walter von Hueck, u. a.: Genealogisches Handbuch der Freiherrlichen Häuser. B [Briefadel]. 1963. Band III, Band 31 der Gesamtreihe GHdA, Hrsg. Deutsches Adelsarchiv, C. A. Starke, Limburg an der Lahn 1963, S. 453 f.
- Gothaisches Genealogisches Taschenbuch der Freiherrlichen Häuser. Zugleich Adelsmatrikel der Deutschen Adelsgenossenschaft. Teil B Briefadel. 1941. Jg. 91, Justus Perthes, Gotha 1940, S. 521.